# Cachirulo
Cachirulo est une localité rurale argentine située dans le département de Toay et dans la province de La Pampa.

## Démographie
La localité compte 40 habitants (Indec, 2010).